# Краснянский, Георгий Леонидович
Георгий Леонидович Краснянский (род. 28 сентября 1955) — основатель угледобывающей компании ООО "КАРАКАН ИНВЕСТ", Президент Некоммерческого партнерства содействия развитию горнодобывающих отраслей промышленности, бывший член Попечительского совета МГИМО МИД России (упразднён в 2022 году). Заслуженный экономист Российской Федерации (2004).

## Биография
Родился 28 сентября 1955 года в городе Будённовске Ставропольского края. Отец — Леонид Наумович Краснянский, в то время один из руководителей шахтостроительного комплекса Украинской ССР. Детские и юношеские годы прошли в Донецке. Окончил школу с «золотой» медалью.
Сперва он собирался поступать в МГТУ им. Баумана, но, под влиянием отца, отдал предпочтение Московскому горному институту (сегодня – Горный институт НИТУ «МИСиС»). Учился на специальности «Экономика и организация горного производства». По его окончании, в 1978 году устроился на должность старшего инженера в киевское отделение «Укрглавугль».

### Образование
- Московский горный институт — 1973—1978 гг. Специальность — «Экономика и организация горной промышленности», квалификация — горный инженер-экономист.
- Аспирант очного обучения Московского горного института — 1980—1983 гг.
- Автор более 50 научных трудов, в том числе 4-х монографий и 2-х учебников по экономике для ВУЗов.
- 1983 г. — кандидат экономических наук
- 1994 г. — доктор экономических наук
- 1996 г. — профессор кафедры «Экономика и планирование горного производства» Московского государственного горного университета (МГГУ)
- 2004 г. - заслуженный экономист Российской Федерации

### Профессиональный опыт работы
- С сентября 2010 г. по январь 2022 г. - Председатель Совета директоров ООО "КАРАКАН ИНВЕСТ"
- С июля 2010 г. - Председатель Совета директоров ЗАО «Шахта Беловская», разрез «Караканский-Западный»
- C 2009 г. по наст. вр. — Президент Некоммерческого партнерства содействия развитию горнодобывающих отраслей промышленности
- С 2009 г. по наст.вр. — Председатель Российского организационного комитета Всемирного горного конгресса.
- С 2002 г. по 2009 г. — работа на посту заместителя Председателя Совета директоров в ОАО «Евроцемент груп» (в 2008 г. ОАО «Евроцемент груп» переименовано в ЗАО «Евроцемент груп»).
- С 1996 г. по н/вр. — профессор кафедры «Экономика и планирование горного производства» Московского государственного горного университета (по совместительству).
- В 2001 г.- руководитель межсекционной рабочей группы по проблемам угольной отрасли межфракционного депутатского объединения «Энергия России» Госдумы РФ (на общественных началах).
- С 1998 по 2002 гг. — Председатель Советов директоров ЗАО и ОАО "Компания «Росуглесбыт» на постоянной основе.
- С 1995 по 1998 гг. — президент Финансово-промышленной компании «ИнвестТЭК».
- С 1993 по 1995 гг. — первый зам. генерального директора ГП «Росуголь», член Правления. Руководитель разработки и внедрения экономической программы реструктуризации угольной промышленности РФ, утверждённой Межведомственной комиссией по социально-экономическим проблемам угледобывающих регионов при Правительстве РФ. Член рабочей группы при Правительстве РФ по преодолению кризиса неплатежей[4].
- С 1989 по 1993 гг. — гл.экономист, зам.директора по научной работе Института горного дела им. А. А. Скочинского (на конкурсной основе).
- С 1986 по 1989 гг. — гл. экономист шахты, директор по экономике П/О «Лисичанскуголь».
- Работа в Госснабе УССР с 1978 по 1986 гг. (с перерывом для обучения в аспирантуре) от ст. инженера, нач. отдела по экономии и рациональному использованию топливно-энергетических ресурсов «Укрглавугля» до заместителя начальника главка «Укрглаввторресурсы».

## Награды и премии
- За заслуги перед угольной отраслью награждён Знаком «Шахтёрская слава» 3-х степеней.
- По итогам конкурса, проведенного газетой «Рабочая трибуна», признан одним из 100 лидеров российской промышленности и науки за 1997 год.
- Член-корреспондент инженерной Академии наук.
- Действительный член Академии горных наук, член Президиума, руководитель экономической секции.
- За заслуги в деле возрождения науки и экономики России награждён «Золотой медалью Петра-1» Академии естественных наук.
- Удостоен премии Академии горных наук в области экономических исследований им. А. К. Харченко за монографию «Инвестиционная политика угольной отрасли».
- В 2003 г. распоряжением Секретаря Совета Безопасности Российской Федерации награждён медалью «За заслуги в обеспечении национальной безопасности».
- В 2004 г. Указом президента Российской Федерации за заслуги в области экономики и финансовой деятельности присвоено почетное звание «Заслуженный экономист Российской Федерации».
- В 2005 г. приказом Министерства регионального развития Российской Федерации присвоено звание «Почетный строитель России»
- В 2005 г. решением горной коллеги и Высшего горного совета награждён золотым знаком «Горняк России».
- В 2006 г. по приказу главнокомандующего внутренних войск МВД РФ вручена памятная медаль «За содействие».
- В 2007 г. по указу Патриарха Алексия II награждён золотым знаком «Святой великомученицы Варвары» за труды по духовно-нравственному оздоровлению общества, духовному возрождения России и труды по восстановлению храмов и монастырей.
- В 2016 г. указом Президента Российской Федерации награжден медалью ордена «За заслуги перед Отечеством» II степени
- В 2017 г. распоряжением Президента Российской Федерации награжден Почетной грамотой Президента Российской Федерации
- В 2018 г. присвоено звание Почетный профессор НИТУ "МИСиС"
- В 2019 г. Лауреат премии Правительства Российской Федерации 2019 года в области науки и техники за разработку и реализацию механизмов структурной перестройки и технологического развития угольной промышленности Российской Федерации (1994 – 2018 гг.)

## Сочинения
Автор более 50 научных трудов, в том числе: монография «Реструктуризация угольной промышленности» (1996 г.), «Эталоны ТЭО строительства предприятий по добыче и обогащению угля» (двухтомник, 1998 г.), «Инвестиционная политика угольной отрасли» (1999 г.), учебник для ВУЗов «Экономика горного предприятия» (1997 г.), учебник для ВУЗов «Экономика и менеджмент горного производства» (двухтомник, 2002 г.), а также «Экономические аспекты развития ТЭК России» (2000 г.), где рассмотрено современное состояние топливно-энергетического комплекса России и уделено особое внимание формированию топливно-энергетических укладов в экономике страны и «газовой паузе» в электроэнергетике, её негативным последствиям и путям преодоления, а также дан обзор и анализ результатов 1 этапа реструктуризации угольной промышленности и изложены предложения по совершенствованию энергетической стратегии России до 2020 г.

### Список произведений
- Астахов А. С., Краснянский Г. Л., Малышев Ю. Н., Яновский А. Б. Экономика горного предприятия. — М.: Изд-во Академии горных наук, 1997. — 279 с. — ISBN 5-7892-0010-9.
- Еремеев В. М., Краснянский Г. Л., Бобриков В. В. Эталоны ТЭО строительства предприятий по добыче и обогащению угля. — М.: Изд-во Академии горных наук, 1998. — Т. 1. — 439 с.
- Еремеев В. М., Краснянский Г. Л., Бобриков В. В. Эталоны ТЭО строительства предприятий по добыче и обогащению угля. — М.: Изд-во Академии горных наук, 1998. — Т. 2. — 271 с. — ISBN 5-7892-0020-6.
- Краснянский Г. Л. Инвестиционная политика угольной отрасли. — М.: Изд-во Академии горных наук, 1999. — 327 с. — ISBN 5-7892-0042-7.
- Краснянский Г. Л. Экономические аспекты развития ТЭК России. — М.: Изд-во Академии горных наук, 2000. — 126 с.
- Астахов А. С., Краснянский Г. Л. Экономика и менеджмент горного производства. — М.: Изд-во Академии горных наук, 2001. — Т. 1. — 318 с. — ISBN 5-7892-0083-4.
- Астахов А. С., Краснянский Г. Л. Экономика и менеджмент горного производства. — М.: Изд-во Академии горных наук, 2002. — Т. 2. — 367 с. — ISBN 5-7892-0084-2.
- Краснянский Г. Л. Уголь в экономике России. — М.: Экономика, 2010. — 383 с. — ISBN 978-5-282-03088-4.
- Краснянский Г.Л. Рисунок углем. -М.: журнал Форбс, 2017